# Cú mèo Latusơ
Otus spilocephalus là một loài chim trong họ Strigidae.